# Gare de Nakayama (Kanagawa)
La gare de Nakayama (中山駅, Nakayama-eki) est une gare ferroviaire de la ville de Yokohama, dans la préfecture de Kanagawa, au Japon. La gare est gérée conjointement par la compagnie JR East et le métro de Yokohama.

## Situation ferroviaire
La gare de Nakayama est située au point kilométrique (PK) 13,5 de la ligne Yokohama. Elle marque le début de la ligne verte du métro de Yokohama.

## Histoire
La gare a été inaugurée le 23 septembre 1908. Le métro y arrive le 30 mars 2008.

## Service des voyageurs

### Accueil
La gare dispose d'un bâtiment voyageurs, avec guichets, ouvert tous les jours.

### Desserte

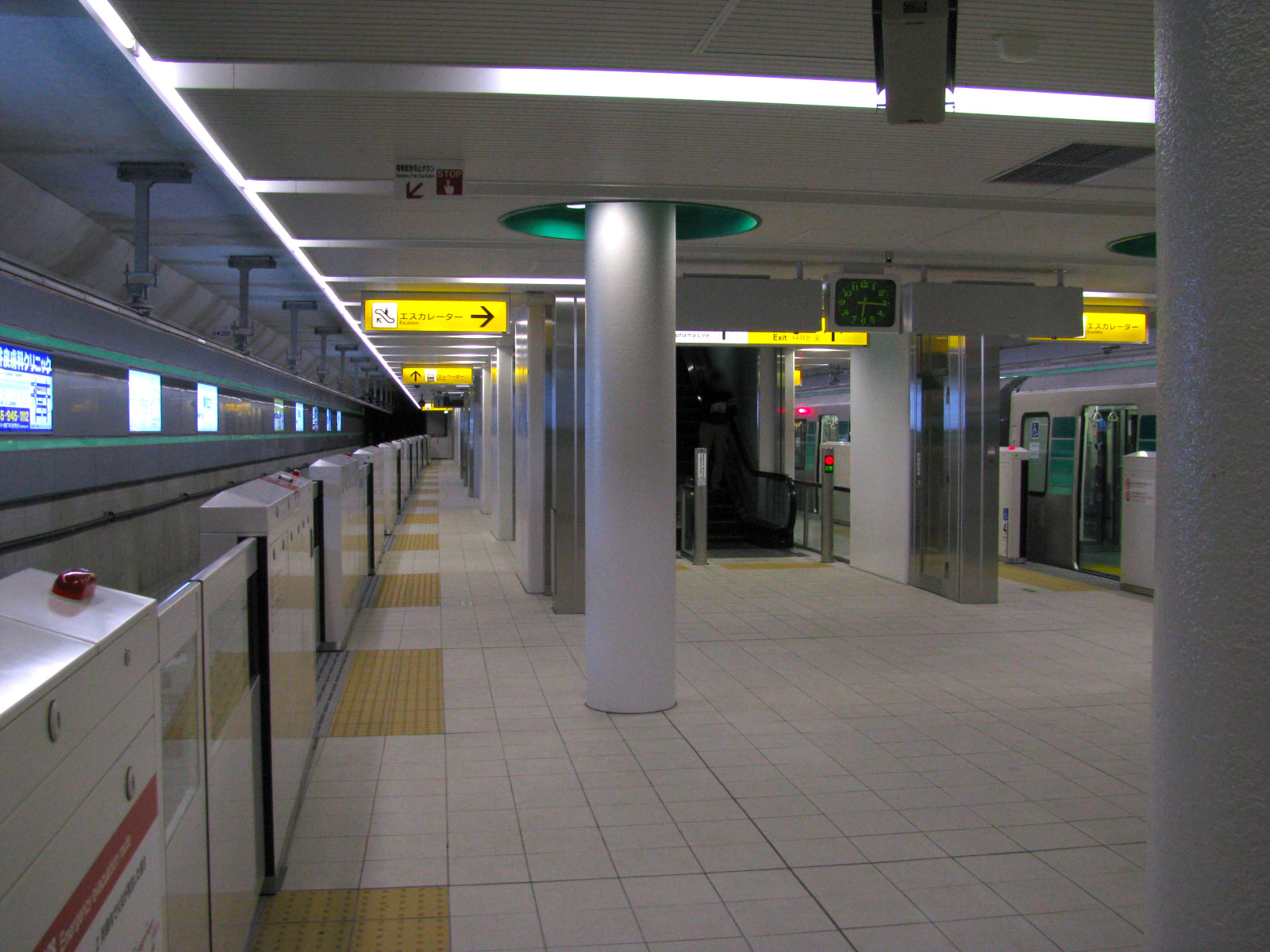
Quai de la station de métro

#### JR East
- Ligne Yokohama :
  - voie 1 : direction Hachiōji
  - voies 2 et 3 : direction Yokohama

#### Métro de Yokohama
- Ligne verte :
  - voies 1 et 2 : direction Hiyoshi